# Avenue Caffieri
L'avenue Caffieri est une voie située dans le quartier de la Maison-Blanche du 13e arrondissement de Paris, en France.

## Situation et accès
L'avenue Caffieri est une voie en légère montée du 13e arrondissement située entre les boulevards des Maréchauds (le boulevard Kellermann) et le périphérique. Elle relie la rue de la Poterne-des-Peupliers aux rues Thomire et rue Francis-de-Miomandre. Elle est proche de la Poterne des Peupliers.

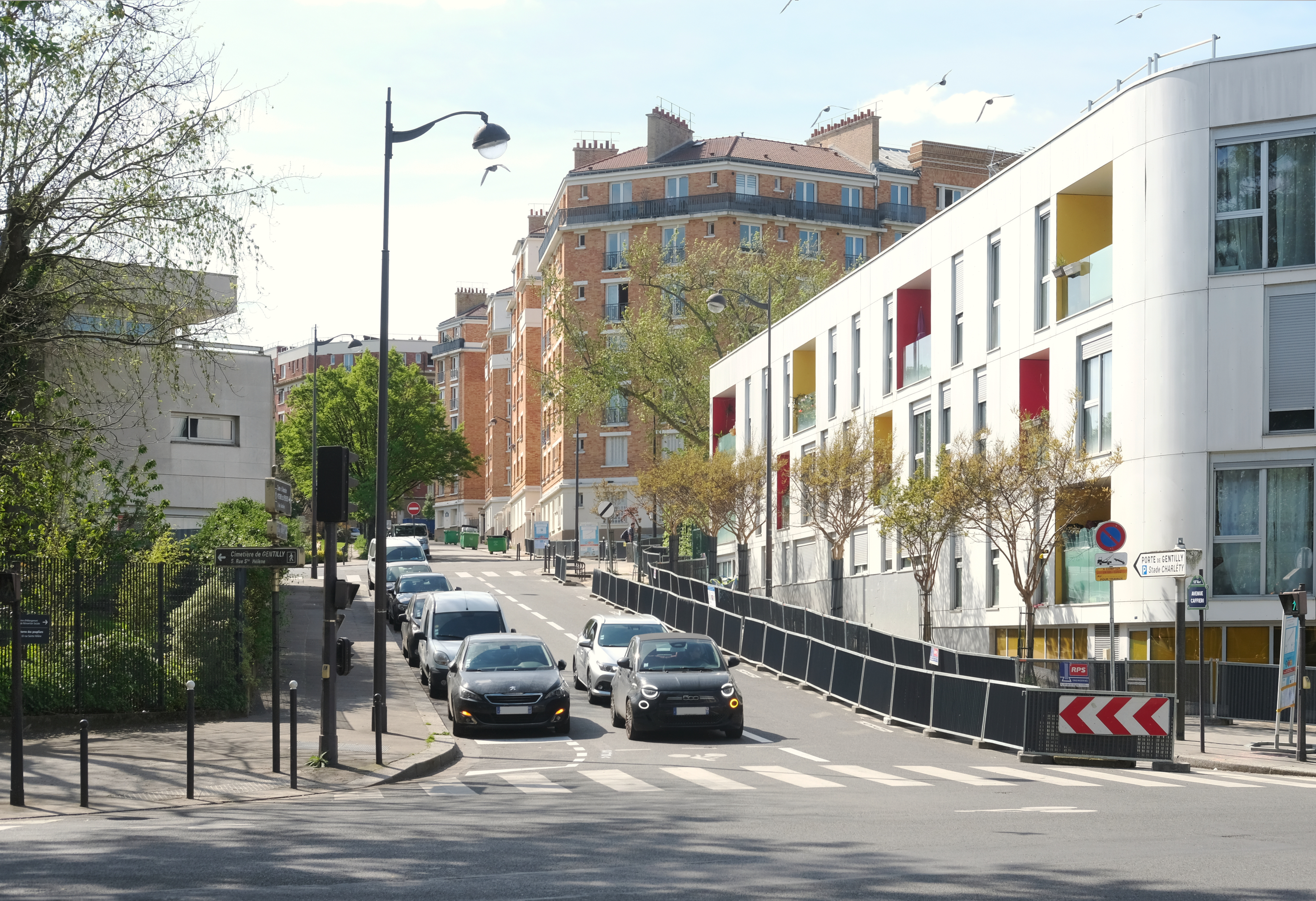
L'avenue Caffieri vue depuis la rue de la Poterne-des-Peupliers.
Bâtiment au bas de l'avenue à son débouché sur la rue de la Poterne-des-Peupliers.

## Origine du nom
Elle est dénommée « Caffieri » en l'honneur d'une famille de sculpteurs français d'origine napolitaine, ciseleurs et fondeurs de bronze.

## Historique
La voie a été ouverte et a pris sa dénomination actuelle en 1933 sur l'emplacement du bastion no 64 de l'enceinte de Thiers.

## Bâtiments remarquables et lieux de mémoire
Elle longe par le nord le cimetière de Gentilly, propriété de la ville de Gentilly située sur le territoire de la ville de Paris depuis l'annexion par Paris de l'ancienne La Zone non ædificandi de l'enceinte de Thiers.